# Marjorie Gestring
Marjorie Gestring (n. 18 noiembrie 1922, Los Angeles, California, SUA – d. 20 aprilie 1992, Burlingame⁠(d), California, SUA) a fost o săritoare în apă ce a reprezentat Statele Unite ale Americii, medaliată olimpică. A participat la o ediție a Jocurilor Olimpice (1936) în care a câștigat o medalie de aur.

## Participări
Lista de mai jos prezintă principalele competiții la care a participat Marjorie Gestring de-a lungul carierei.
- diving at the 1936 Summer Olympics – women's 3 metre springboard[*]